# أسرة آكلات الموز
أسرة آكلات الموز (الاسم العلمي: Musophaginae) هي أسرة من الطيور تتبع فصيلة آكلات الموز من الرتبة الواقواقيات.

## أجتاس
- توراكو
- طائر روينزور